# 성공하는 사람들의 7가지 습관

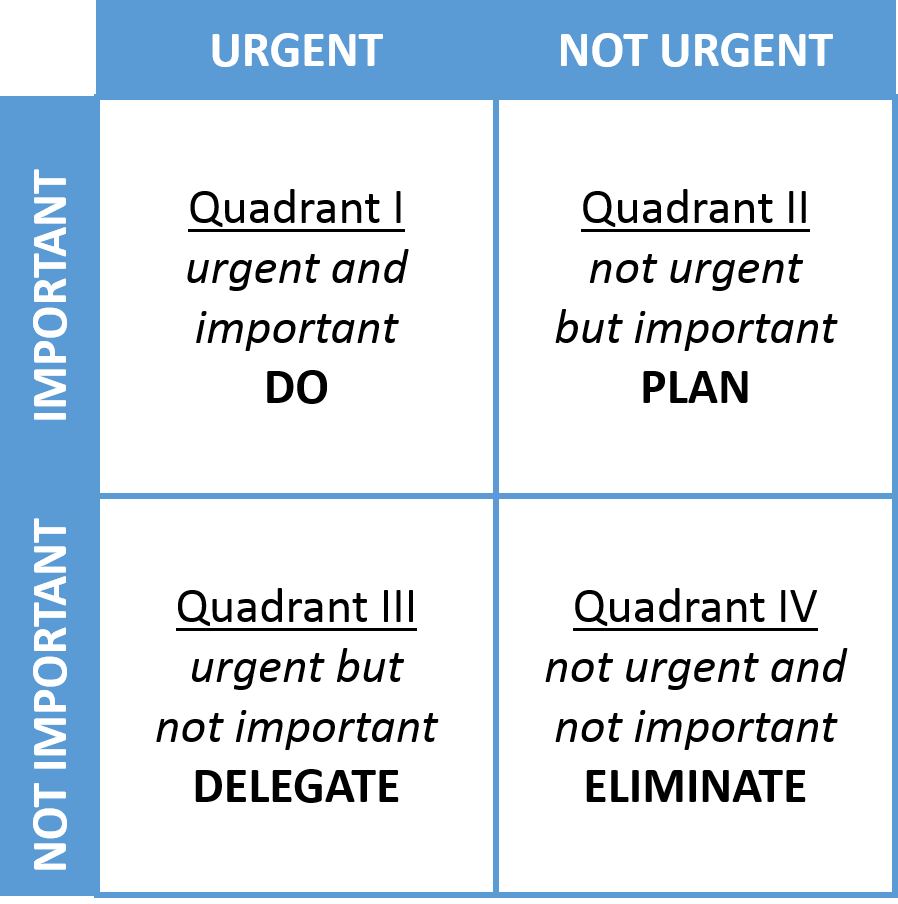

《성공하는 사람들의 7가지 습관》(영어: The 7 Habits of Highly Effective People)은 스티븐 코비가 쓴 비즈니스 도서, 자기 계발서이다. 이 책은 전 세계에서 38개 언어로 번역되었으며, 총 1500만부 이상 판매되었다. 대한민국에서는 1994년 4월 15일에 최초로 출간되었으며, 이어서 개정판이 2003년 9월 24일에 출간되었다.
해당 책은 개인이나 조직을 어떻게 성공적으로 만들 수 있는지에 대해서 언급되어 있다. 스티븐 코비는 이러한 행동들을 목록화하여 '성공하는 7가지 습관'이라고 정의하였다. 책에는 이러한 습관들이 실생활에 왜 필요한지, 7가지 습관의 종류와 실천 방법 등에 대해 나와있다.

## 성공하는 사람들의  7가지 습관
- 습관1: 자신의 삶을 주도하라

인생의 코스를 스스로 선택하라. 성공하는 사람들은 자신이 할 수 없는 일에 집착하거나 외부의 힘에 반응하는 대신, 할 수 있는 일에 집중하며 자신의 선택과 결과에 책임을 진다.
- 습관2: 끝을 생각하며 시작하라

자신이 어디로 향하고 있는지 알기 위해서는 전반적인 인생목표를 포함해 최종목표를 정해야 한다.
- 습관3: 소중한 것을 먼저하라

긴급함이 아니라 중요성을 기반으로 업무 우선순위를 정하고 습관 2에서 정한 목표성취를 돕는 계획을 세워라. 우선순위에 따라 업무를 수행하라.
- 습관4: 윈 - 윈을 생각하라

쌍방에 도움이 되는 해결책을 추구하라.
- 습관5: 먼저 이해하고 다음에 이해시켜라

상호존중하는 환경을 조성하고 문제를 효과적으로 해결하기 위해서는 타인의 말을 경청하고 열린 자세를 가져야 한다. 이로써 상대도 같은 태도를 보이도록 유도할 수 있다.
- 습관6: 시너지를 내라

혼자서 달성할 수 없는 목표를 이루기 위해 팀을 활용하라. 팀원들의 최대성과를 이끌어내기 위해 유의미한 공헌과 최종목표를 장려하라.
- 습관7: 끊임없이 쇄신하라

장기적으로 성공하기 위해서는 기도나 명상, 운동과 봉사활동, 고무적인 독서를 통해 몸과 마음, 영혼을 건강하게 유지하고 쇄신해야 한다.

## 같이 보기
- 사이코사이버네틱스 - 관련 분야의 고전적 베스트셀러